# SECO Wirtschaftliche Zusammenarbeit und Entwicklung
Das Staatssekretariat für Wirtschaft SECO ist das Kompetenzzentrum des Bundes für die Schweizer Wirtschaftspolitik – auch im Bereich Wirtschaftliche Zusammenarbeit und Entwicklung. Entsprechend setzt der zuständige SECO-Leistungsbereich die wirtschafts- und handelspolitischen Massnahmen der Schweiz zugunsten von Entwicklungsländern um. Er stimmt seine Aktivitäten mit denjenigen der Direktion für Entwicklung und Zusammenarbeit (DEZA) und der Abteilung Frieden und Menschenrechte (AFM) des EDA ab. Zusammen setzen die drei Verwaltungsstellen die internationale Zusammenarbeit der Schweiz um.

## Auftrag und Ziele

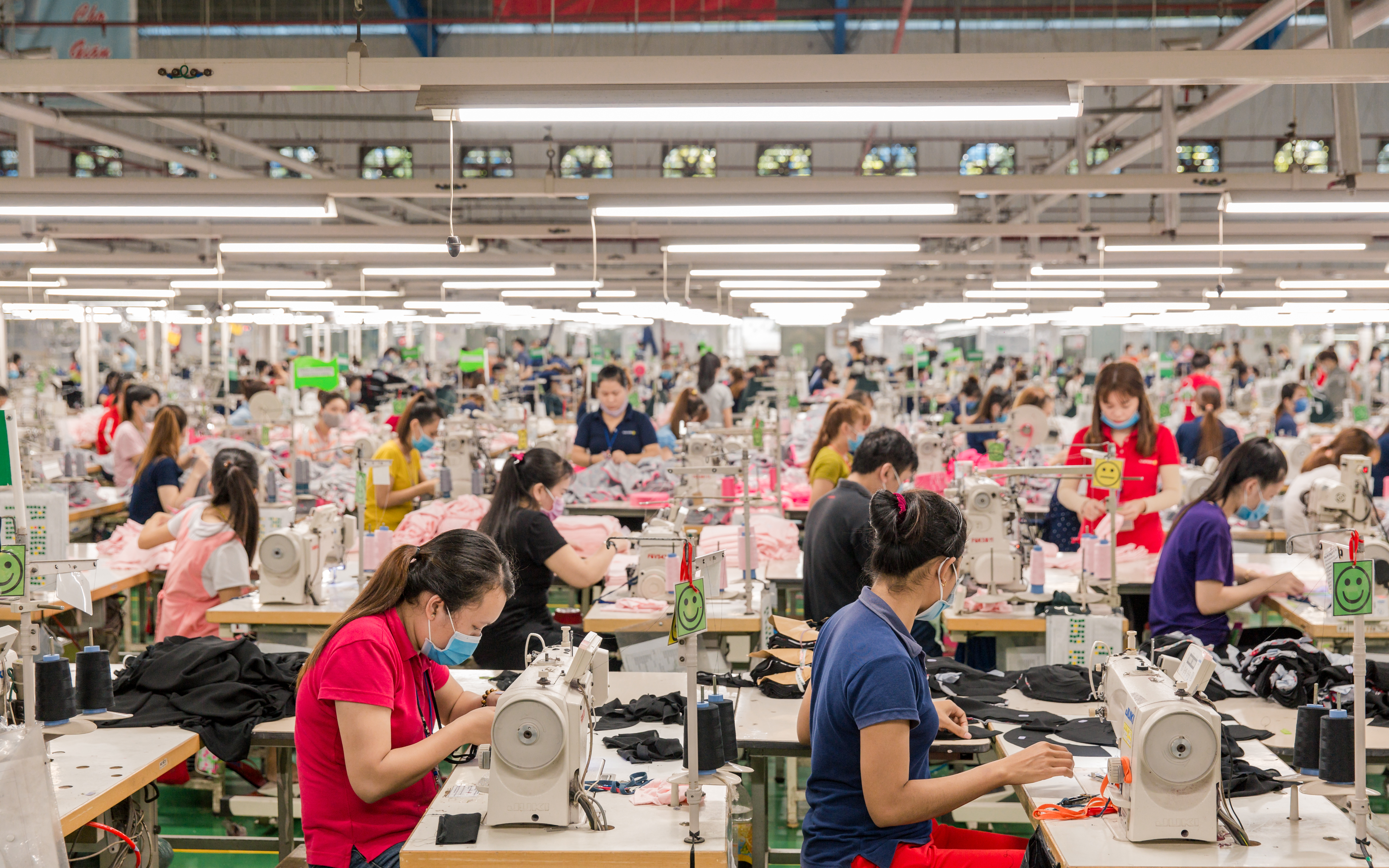
Frauen in einer Textilfabrik (Vietnam)

Der Auftrag von SECO Wirtschaftliche Zusammenarbeit und Entwicklung ist es, in seinen Partnerländern einen Beitrag zu Wirtschaftswachstum und nachhaltigem Wohlstand zu leisten. Damit erhalten die Menschen vor Ort neue Chancen und Perspektiven. Das SECO will in seinen Partnerländern mit Schweizer Expertise und innovativen Ansätzen die Armut reduzieren und globale Herausforderungen bewältigen. Dabei bezieht es sich auf die Agenda 2030 für nachhaltige Entwicklung.
2011 hat das SECO den Swiss Investment Fund for Emerging Markets (SIFEM) geschaffen, die Entwicklungsfinanzierungs-Gesellschaft des Bundes. SIFEM stellt etablierten KMU und schnell wachsenden Unternehmen Expertise sowie langfristige Finanzierungen zur Verfügung.
Seit 2007 beteiligt sich der SECO-Leistungsbereich auch daran, die wirtschaftlichen und sozialen Ungleichheiten in der Europäischen Union zu verringern. Dazu setzt es zusammen mit der DEZA den zweiten Schweizer Beitrag an ausgewählte EU-Mitgliedstaaten um.

## Portfolio

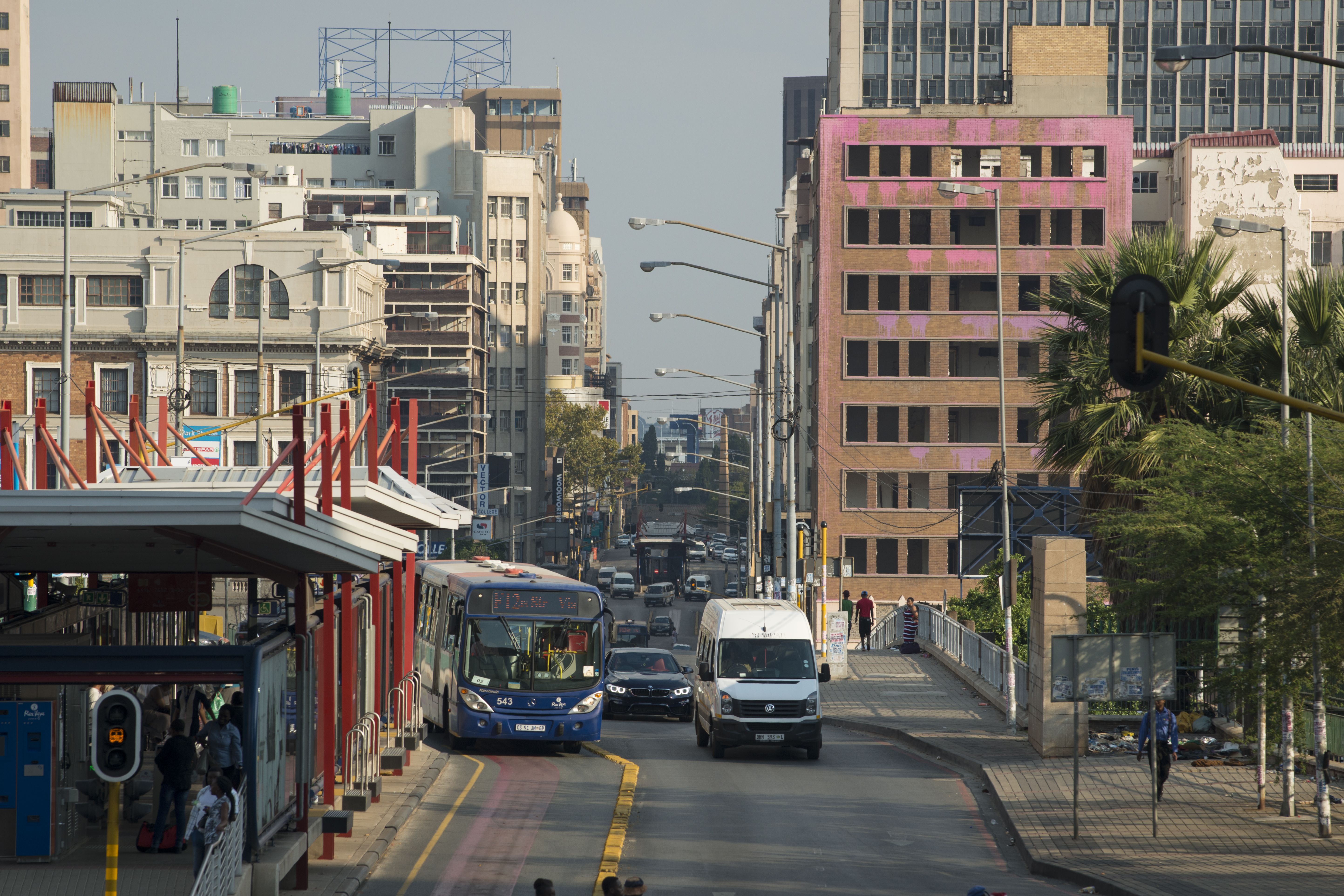
Bus Korridor in Indonesien

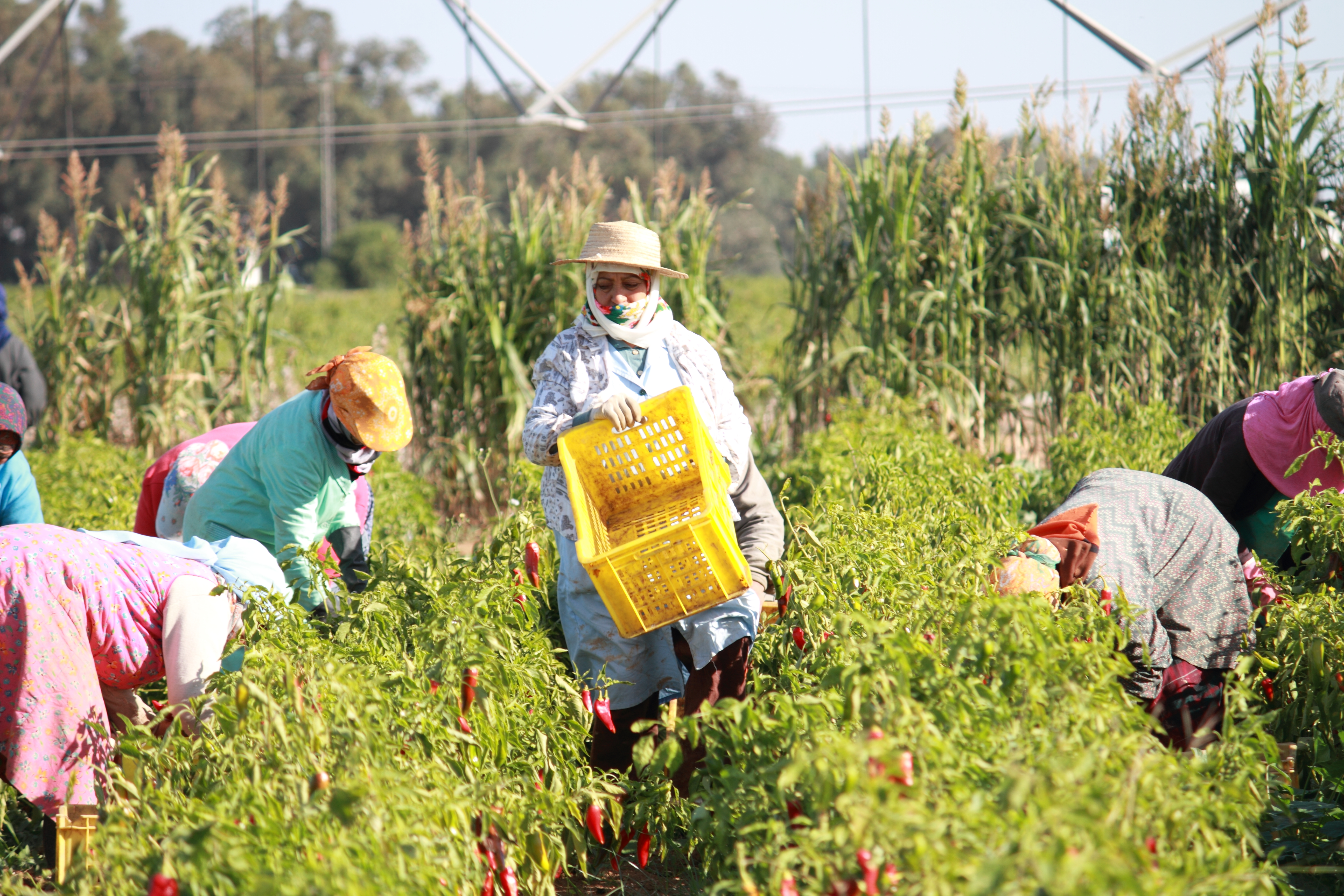
Frauen bei der Chili-Ernte (Tunesien)

Das SECO fördert zuverlässige wirtschaftspolitische Rahmenbedingungen, die Menschen und Unternehmen Zugang zu Märkten und Opportunitäten ermöglichen. Konkret unterstützt es:
- eine Wirtschaftspolitik, die sich langfristig positiv auf das Wirtschaftswachstum auswirkt,
- ein regelbasiertes Handelssystem, das die Partnerländer in die Weltwirtschaft integriert und Sozial- und Nachhaltigkeitsstandards berücksichtigt,
- ein innovationsfreundliches Geschäftsumfeld, das die Wettbewerbsfähigkeit, die Produktivität und das Wachstum von Unternehmen stimuliert,
- Städte, in denen sich die Bewohner effizient bewegen können, die zuverlässig mit sauberer Energie und Wasser versorgt werden und die gegenüber Naturkatastrophen geschützt sind.

Weiter unterstützt das SECO innovative privatwirtschaftliche Initiativen, die menschenwürdige Erwerbsmöglichkeiten vor Ort schaffen. Konkret fördert es:
- den Zugang von Unternehmen zu Finanzierung, damit sie investieren, neue Märkte erschliessen, wachsen und menschenwürdige Arbeitsplätze schaffen können,
- verantwortungsvoll geführte Unternehmen, welche Menschenrechte sowie internationale Arbeits- und Sozialstandards beachten,
- Fachkräfte mit Kompetenzen, die vom Markt und von der digitalen Arbeitswelt nachgefragt werden,
- Produzenten und Unternehmen, die in internationale Wertschöpfungsketten integriert sind.

Gemeinsam mit anderen Bundesstellen definiert der SECO-Leistungsbereich Wirtschaftliche Zusammenarbeit und Entwicklung auch die multilaterale Zusammenarbeit der Schweiz. Diese setzt sich für ein starkes multilaterales System ein und gestaltet es mit. Das SECO unterstützt internationale Organisationen, die sich für die Ziele der Agenda 2030 für eine nachhaltige Entwicklung einsetzen. Dazu gehören neben den multilateralen Entwicklungsbanken auch verschiedene Organisationen der Vereinten Nationen sowie globale Fonds. Die Schweiz beteiligt sich am Kapital der Entwicklungsbanken und unterstützt ausgewählte Projekte, welche die Wirkung ihrer bilateralen Aktivitäten erhöhen. Deshalb bestimmt sie mit, wie sich die Banken ausrichten und ihre Projekte umsetzen.

## Partnerländer

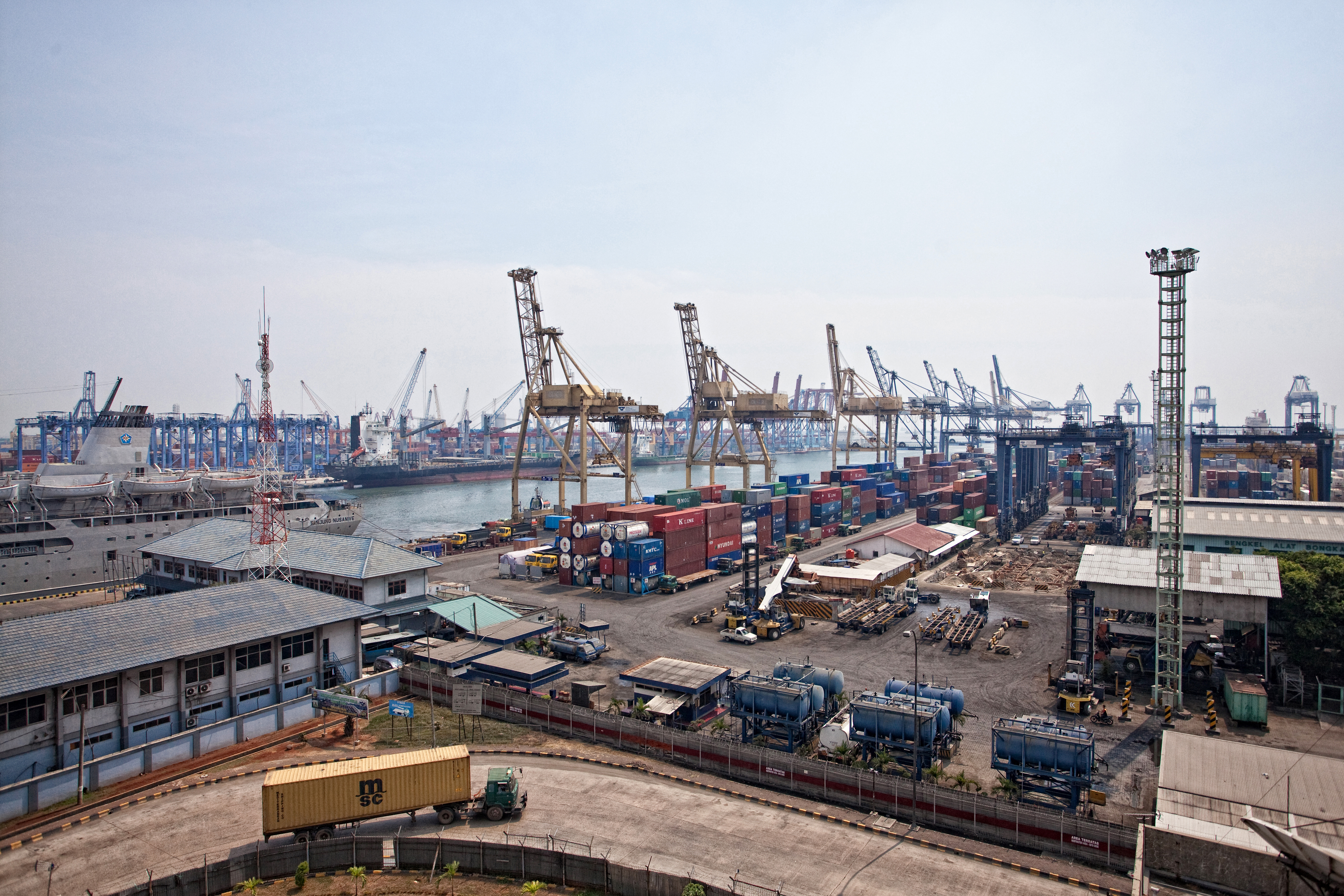
Containerhafen

70 Prozent der weltweit in extremer Armut lebenden Menschen sind in Ländern mit mittlerem Einkommen zu Hause. Deshalb konzentriert sich das SECO auf acht solche Partnerländer im Süden und fünf im Osten:
- Ägypten
- Albanien
- Ghana
- Indonesien
- Kirgisistan
- Kolumbien
- Peru
- Serbien
- Südafrika
- Tadschikistan
- Tunesien
- Ukraine
- Vietnam

Ergänzende Massnahmen setzt das SECO in ausgewählten Schwerpunktländern der DEZA sowie im Rahmen der Freihandelspolitik der Schweiz um:
- Aserbaidschan
- Bosnien und Herzegowina
- Georgien
- Kosovo
- Nordmazedonien
- Usbekistan

Zusammen mit der DEZA setzt das SECO den zweiten Schweizer Beitrag an ausgewählte EU-Mitgliedstaaten um. Dieser unterstützt 13 mittel- und osteuropäische Mitgliedstaaten der EU. Das SECO ist auch global tätig zu Themen wie Finanzen und Handel, Klimawandel und Umwelt, Wasser oder Migration.